# Ilumetsa

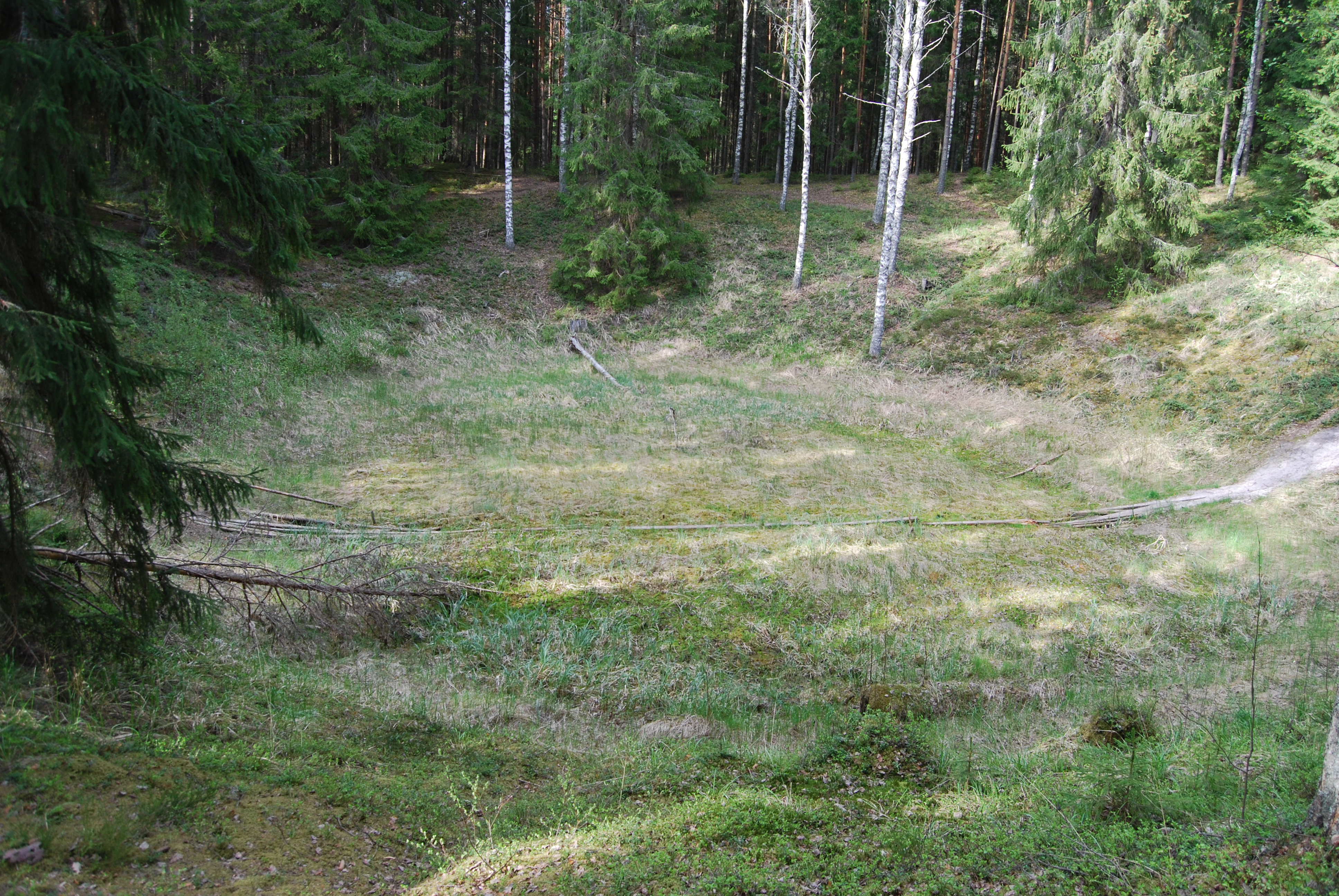
Craterul Ilumetsa

Ilumetsa este un crater situat în sud-estul Estoniei. S-a format la impactul unui meteorit cu Pământul.

## Date generale
Craterul are 80 de metri în diametru și are vârsta estimată la mai mult de 6600 ani (Holocen). Craterul este expus la suprafață.
Descoperit în 1938, este unul dintre cele șase situri dovedite de impact al meteoriților din Estonia.